# Margarita Farré
Margarita Farré es una escultora y pintura hispanobrasileña, nacida en Barcelona que vive y trabaja en São Paulo desde 1957.

## Datos biográficos

### Exposiciones
- Mube- Museu Brasileiro da Escultura (2008)[1]·[2]·[nota 1]